# Cútar
Cútar is een gemeente in de Spaanse provincie Málaga in de regio Andalusië met een oppervlakte van 19,42 km². Cútar telt 598 inwoners (1 januari 2016).

## Demografische ontwikkeling
Bron: INE, 1857-2011: volkstellingen